# Chris O’Donnell

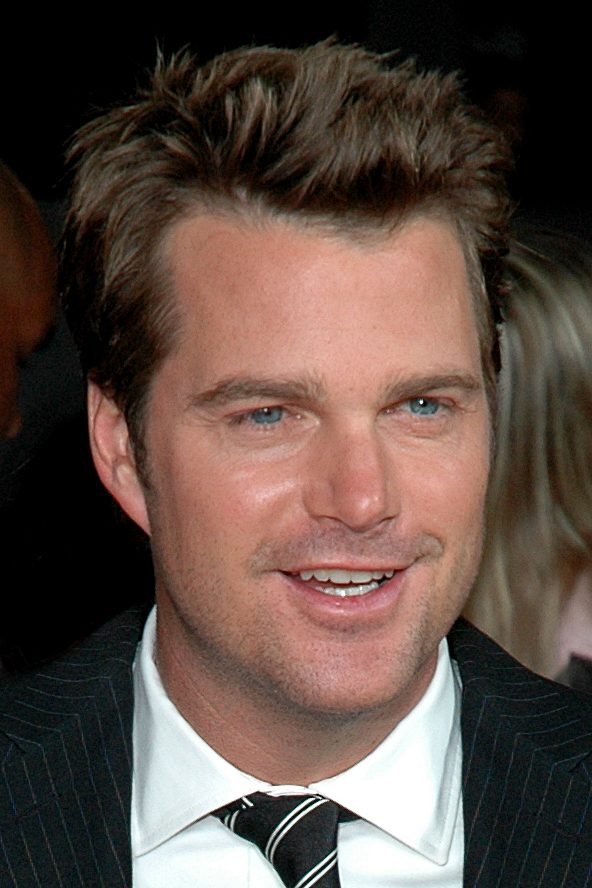
Chris O’Donnell bei der Premiere von Max Payne 2008

Christopher „Chris“ Eugene O’Donnell (* 26. Juni 1970 in Winnetka, Illinois) ist ein US-amerikanischer Schauspieler.

## Leben
Chris O’Donnell wurde als jüngster Sohn einer Großfamilie geboren. Erste Kontakte mit dem Showbusiness hatte O’Donnell schon als 13-Jähriger durch das Arbeiten als Model. Ein weiterer Schritt in seiner Karriere waren erste Werbefilme, so unter anderem ein Auftritt in einem Spot für McDonald’s. In Hollywood machte er 1990 in seiner ersten Rolle in Verrückte Zeiten auf sich aufmerksam. In den nächsten Jahren wirkte O’Donnell dann in einigen großen Hollywood-Produktionen wie Der Duft der Frauen an der Seite von Al Pacino und der John-Grisham-Verfilmung Die Kammer mit. Währenddessen studierte O’Donnell in Boston Wirtschaftswissenschaften. Dort lernte er auch seine jetzige Frau kennen.
1995 spielte er neben Val Kilmer als Batman die Rolle des Robin im dritten Batman-Kinofilm Batman Forever. Der Film war äußerst erfolgreich und zog die Fortsetzung Batman & Robin nach sich. Nach den Dreharbeiten nahm er eine Auszeit, um sich seiner Familie zu widmen. Am 19. April 1997 heiratete er Caroline Fentress, mit der er fünf Kinder, drei Söhne und zwei Töchter, hat. Seine Auszeit vom Film nutzte O’Donnell, um in New York Theater zu spielen, wo er eine Rolle in dem Stück The Man Who Had All The Luck von Arthur Miller übernahm.
Seine bisher letzte Rolle in einem auch bei Kritikern erfolgreichen Filmprojekt hatte er in der Filmbiografie über den Sexualforscher Alfred Kinsey, Kinsey – Die Wahrheit über Sex. Danach war O’Donnell in Gastrollen in der US-amerikanischen Krankenhausserie Grey’s Anatomy und der Sitcom Two and a Half Men zu sehen.
Seit September 2009 war er als Hauptdarsteller in der Krimi-Serie Navy CIS: L.A. auf dem US-Sender CBS zu sehen. Bei dieser handelte es sich um einen Ableger der Serie Navy CIS, in welcher O’Donnell eine Gastrolle in einem Backdoor-Pilot zur Einführung des neuen Teams hatte.

## Filmografie
- 1990: Verrückte Zeiten (Men Don’t Leave)
- 1991: Grüne Tomaten (Fried Green Tomatoes)
- 1992: Der Duft der Frauen (Scent of a Woman)
- 1992: Der Außenseiter (School Ties)
- 1993: Die Drei Musketiere (The Three Musketeers)
- 1994: Operation Blue Sky (Blue Sky)
- 1995: Batman Forever
- 1995: Circle of Friends – Im Kreis der Freunde (Circle of Friends)
- 1995: Mad Love – Volle Leidenschaft (Mad Love)
- 1996: Die Kammer (The Chamber)
- 1996: In Love and War
- 1997: Batman & Robin
- 1999: Der Junggeselle (The Bachelor)
- 1999: Cookie’s Fortune – Aufruhr in Holly Springs (Cookie’s Fortune)
- 2000: Vertical Limit
- 2002: 29 Palms
- 2004: Two and a Half Men (Fernsehserie, Folge 1x18 An Old Flame with a New Wick)
- 2004: Kinsey – Die Wahrheit über Sex (Kinsey)
- 2005: The Sisters
- 2006: Grey’s Anatomy (Fernsehserie, 9 Folgen)
- 2007: The Company – Im Auftrag der CIA (The Company, Fernsehserie, 3 Folgen)
- 2008: Kit Kittredge: An American Girl
- 2008: Max Payne
- 2009: Navy CIS (NCIS: Naval Criminal Investigative Service, Fernsehserie, 2 Folgen)
- 2009–2023: Navy CIS: L.A. (NCIS: Los Angeles, Fernsehserie, 323 Folgen)
- 2010: Cats & Dogs: Die Rache der Kitty Kahlohr (Cats & Dogs: The Revenge of Kitty Galore)
- 2010: A Little Help
- 2012: Hawaii Five-0 (Gastauftritt)
- 2023: Navy CIS: Hawaiʻi (NCIS: Hawaiʻi) (Fernsehserie, 1 Folge)

## Auszeichnungen
- 1992: Nominierung für den Golden Globe für Der Duft der Frauen
- 1994: Nominierung für die Goldene Himbeere für Die drei Musketiere
- 1998: Blockbuster Entertainment Award für Batman & Robin
- 1998: Zwei Nominierungen für die Goldene Himbeere für Batman & Robin
- 2015: Stern auf dem Hollywood Walk of Fame